# إي زي تي في
إي زي تي في (بالإنجليزية: EZTV)‏ كانت مجموعة لتوزيع التورنت التلفزيوني تأسست في مايو 2005 وتم حلها في أبريل 2015، بعد الاستيلاء العدائي على نطاقاتها وعلامتها التجارية. وسرعان ما أصبح موقع التورنت الأكثر زيارة للبرامج التلفزيونية.